# ميشيل أندريه
ميشيل أندريه (بالفرنسية: Michel André)‏ (و. 1912 – 1987 م) هو ممثل، وكاتب مسرحي، وكاتب سيناريو، وممثل دُبلاج، من فرنسا، ولد في باريس، توفي في باريس، وكلامار، عن عمر يناهز 75 عاماً.

## وصلات خارجية
- ميشيل أندريه على موقع IMDb (الإنجليزية)
- ميشيل أندريه على موقع ألو سيني (الفرنسية)
- ميشيل أندريه على موقع قاعدة بيانات الأفلام السويدية (السويدية)
- ميشيل أندريه على موقع قاعدة بيانات الفيلم (الإنجليزية)
- ميشيل أندريه على موقع كينوبويسك (الروسية)